# توم كوغلين (شخصية أعمال)
توم كوغلين (بالإنجليزية: Tom Coughlin)‏ هو شخصية أعمال أمريكي، ولد في 6 يونيو 1949، وتوفي في 1 أبريل 2016.